# Madhavaram (Thavanampalle)
Madhavaram est une ville du district de Chittoor dans l'État d'Andhra Pradesh en Inde. 
Selon le recensement de l'Inde de 2011, la localité compte une population de 1 716 habitants.